# Dicranopygium
Dicranopygium är ett släkte av enhjärtbladiga växter. Dicranopygium ingår i familjen Cyclanthaceae.

## Bildgalleri

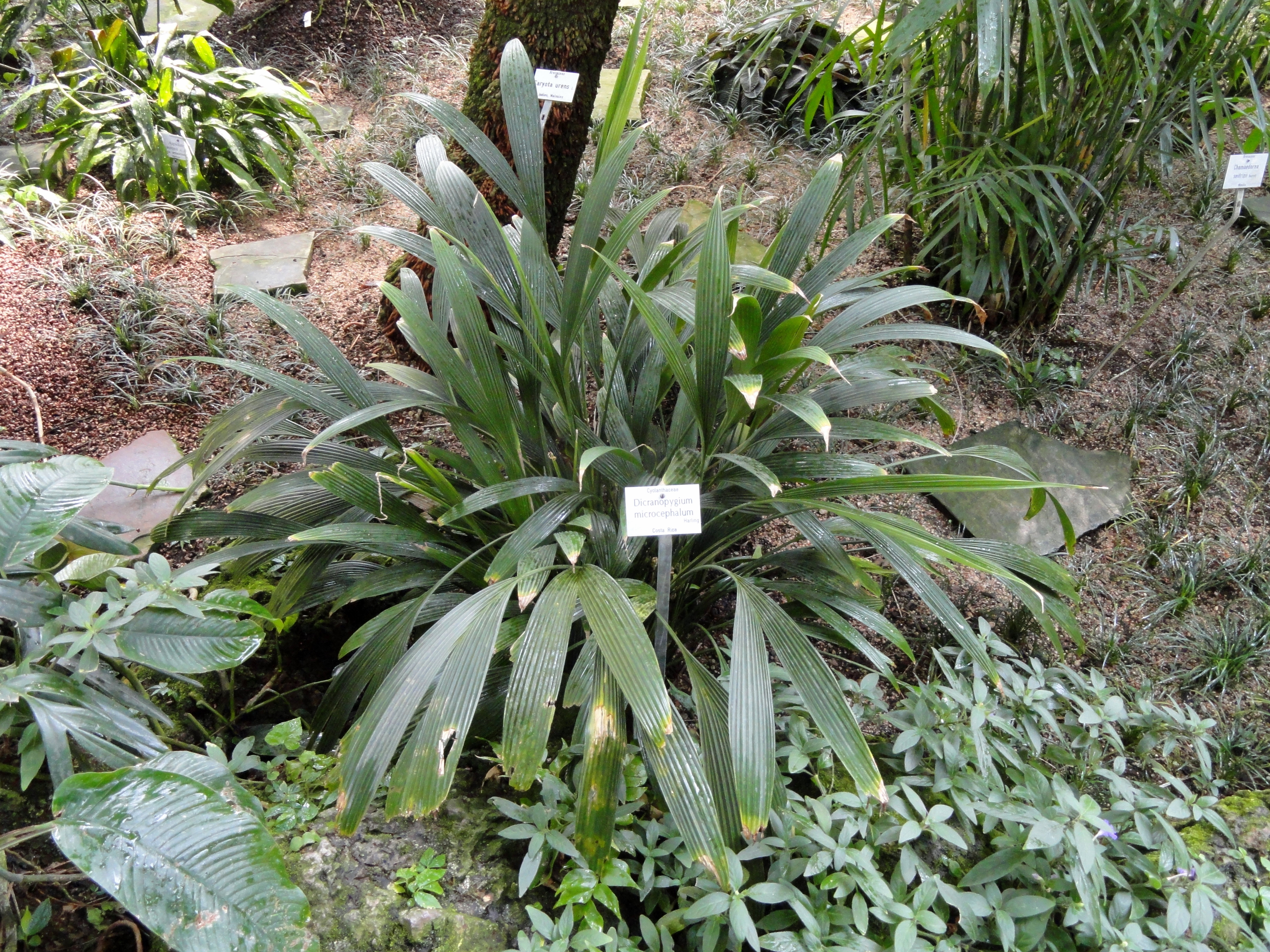

## Dottertaxa tillDicranopygium, i alfabetisk ordning[1]
- Dicranopygium amazonicum
- Dicranopygium angustissimum
- Dicranopygium aristeguietae
- Dicranopygium arusisense
- Dicranopygium atrovirens
- Dicranopygium aurantiacum
- Dicranopygium bolivarense
- Dicranopygium calimense
- Dicranopygium callithrix
- Dicranopygium campii
- Dicranopygium coma-pyrrhae
- Dicranopygium crinitum
- Dicranopygium cuatrecasanum
- Dicranopygium dolichostemon
- Dicranopygium euryphyllum
- Dicranopygium fissile
- Dicranopygium globosum
- Dicranopygium goudotii
- Dicranopygium gracile
- Dicranopygium grandifolium
- Dicranopygium harlingii
- Dicranopygium idrobonis
- Dicranopygium imeriense
- Dicranopygium insulare
- Dicranopygium latissimum
- Dicranopygium lugonis
- Dicranopygium macrophyllum
- Dicranopygium microcephalum
- Dicranopygium mirabile
- Dicranopygium nanum
- Dicranopygium novogranatense
- Dicranopygium odoratum
- Dicranopygium omichlophilum
- Dicranopygium pachystemon
- Dicranopygium parvulum
- Dicranopygium polycephalum
- Dicranopygium pygmaeum
- Dicranopygium rheithrophilum
- Dicranopygium robustum
- Dicranopygium rupestre
- Dicranopygium sanctae-martae
- Dicranopygium sararense
- Dicranopygium schultesii
- Dicranopygium scoparum
- Dicranopygium stenophyllum
- Dicranopygium tatica
- Dicranopygium testaceum
- Dicranopygium trianae
- Dicranopygium umbrophilum
- Dicranopygium wallisii
- Dicranopygium wedelii
- Dicranopygium venezuelanum
- Dicranopygium williamsii
- Dicranopygium yacu-sisa